# Jimmy Nielsen
Jimmy Nielsen (Aalborg, 6 agosto 1977) è un allenatore di calcio ed ex calciatore danese, di ruolo portiere.

## Carriera

### Club
Nato a Aalborg, ha iniziato la sua carriera nel club giovanile dell'Aalborg Boldspilklub, prima di firmare per il club inglese del Millwall FC nel 1994. Non trovando spazio nel club, si trasferisce in Danimarca, nell'Aalborg nel 1995, la squadra in cui ha giocato nelle giovanili. Ha fatto il suo debutto nel 1996, diventando rapidamente il portiere titolare del club. Nielsen è stato uno dei capisaldi del club nella stagione 1998-1999 della Superligaen.
Nell'aprile 2004, lui e il suo compagno di squadra David Nielsen hanno pagato un debito di £ 160.000 con ricevitoria all'Aalborg. Il presidente, Lynge Jakobsen ha deciso di aiutarli finanziariamente, oltre a fornire la consulenza di dipendenza dal gioco per la squadra. Nielsen ha continuato come un vigoroso nella squadra, tanto che divenne il capitano della squadra. Nel 2006 ha pubblicato un'autobiografia chiamata 1000 Pa asta ("1000 sul rosso").
Nielsen ha firmato un contratto con il Leicester City il 4 giugno 2007. Si è unito al club tramite l'agente Martin Allen. Tuttavia, è stato lasciato nella squadra delle riserve dopo l'arrivo del portiere ungherese Márton Fülöp. Di conseguenza, Nielsen ha rivelato di aver progettato di lasciare il club durante la finestra del calciomercato di gennaio, e gli è stato dato il via libera di farlo il 14 novembre. Ha lasciato il club il 22 gennaio 2008. Il giorno dopo ha firmato un contratto di due anni e mezzo con la squadra danese del Vejle Boldklub..
Nel febbraio del 2010, si trasferisce nei Kansas City Wizards. Dopo la stagione 2009, Nielsen è stato sicuramente "molto vicino" al ritiro dopo la sua ex squadra, il Vejle Boldklub, retrocesso dalla Superligaen. Tuttavia, dopo aver avuto una conversazione con la ricezione di una offerta di contratto da Peter Vermes, Nielsen ha deciso di aderire ai Wizards. Da allora, Nielsen ha dichiarato che gli piacerebbe restare con il club altri due o tre anni prima di ritirarsi.

### Nazionale
Ha giocato nella Nazionale Under-21 danese.

## Palmarès

### Giocatore

#### Club
- Campionato danese: 1

Aalborg: 1998-1999
- U.S. Open Cup: 1

Sporting Kansas City: 2012
- Campionato MLS: 1

Sporting Kansas City: 2013

#### Individuale
- MLS Best XI: 1

2012